# 興隆寺 (山口市)
興隆寺（こうりゅうじ）は、山口県山口市大内氷上にある寺院。

## 歴史
寺伝によれば、推古天皇二十一年（613年）に琳聖太子が創建したと伝えられる。
天長4年（827年）ごろ、大内茂村が、現下松市の鷲頭山から氷上興隆寺に妙見社を勧請して氏神とし、大内氏の総氏寺に定めたという。
この妙見社は祭神を北辰妙見大菩薩（妙見菩薩）と称し、興隆寺とともに、歴代当主の信仰があつく、妙見社大祭の二月会に際しても、当時の行事や条例などが興隆寺文書に記載されている。

## 御詠歌
ありがたや 妙見菩薩の あまくだし すみたたえる 大内のてら